# Dajaca alata
Dajaca alata är en insektsart som först beskrevs av Ludwig Redtenbacher 1906.  Dajaca alata ingår i släktet Dajaca och familjen Aschiphasmatidae. Inga underarter finns listade i Catalogue of Life.